# História do cristianismo
A história do cristianismo é o estudo da religião baseada nos ensinamentos de Jesus de Nazaré. O cristianismo tornar-se-ia numa das maiores religiões, afetando várias outras e mudando o curso da história humana (ver: impacto do cristianismo na civilização). Isso diz respeito principalmente a religião cristã e da Igreja, até a era atual e as denominações. O cristianismo difere significativamente das outras religiões abraâmicas na afirmação de que Jesus Cristo é o Filho de Deus. A grande maioria dos cristãos acreditam num Deus trino formado por três pessoas unidas e distintas: Pai, Filho e Espírito Santo. Ao longo da sua história, a religião tem resistido a cismas e a disputas teológicas que resultaram em muitas igrejas distintas. Os maiores ramos do cristianismo são a Igreja Católica Romana, a Igreja Ortodoxa, as Igrejas protestantes.
O cristianismo começou a espalhar-se  a partir de Jerusalém, e depois em todo o Oriente Médio, acabando por se tornar a religião oficial da Armênia em 301 d.C., da Etiópia em 325 d.C, da Geórgia em 337 d.C, e depois a Igreja estatal do Império Romano em 380 d.C. Tornando-se comum em toda a Europa na Idade Média, ela se expandiu em todo o mundo durante a Era dos Descobrimentos.
Atualmente o cristianismo possui cerca de 2,13 bilhões de fiéis, sendo a maior religião mundial adotada por cerca de 33% da população do mundo. É a religião predominante na Europa, América, Oceania e em grande parte de África e partes da Ásia.

## Cristianismo primitivo (33-325)

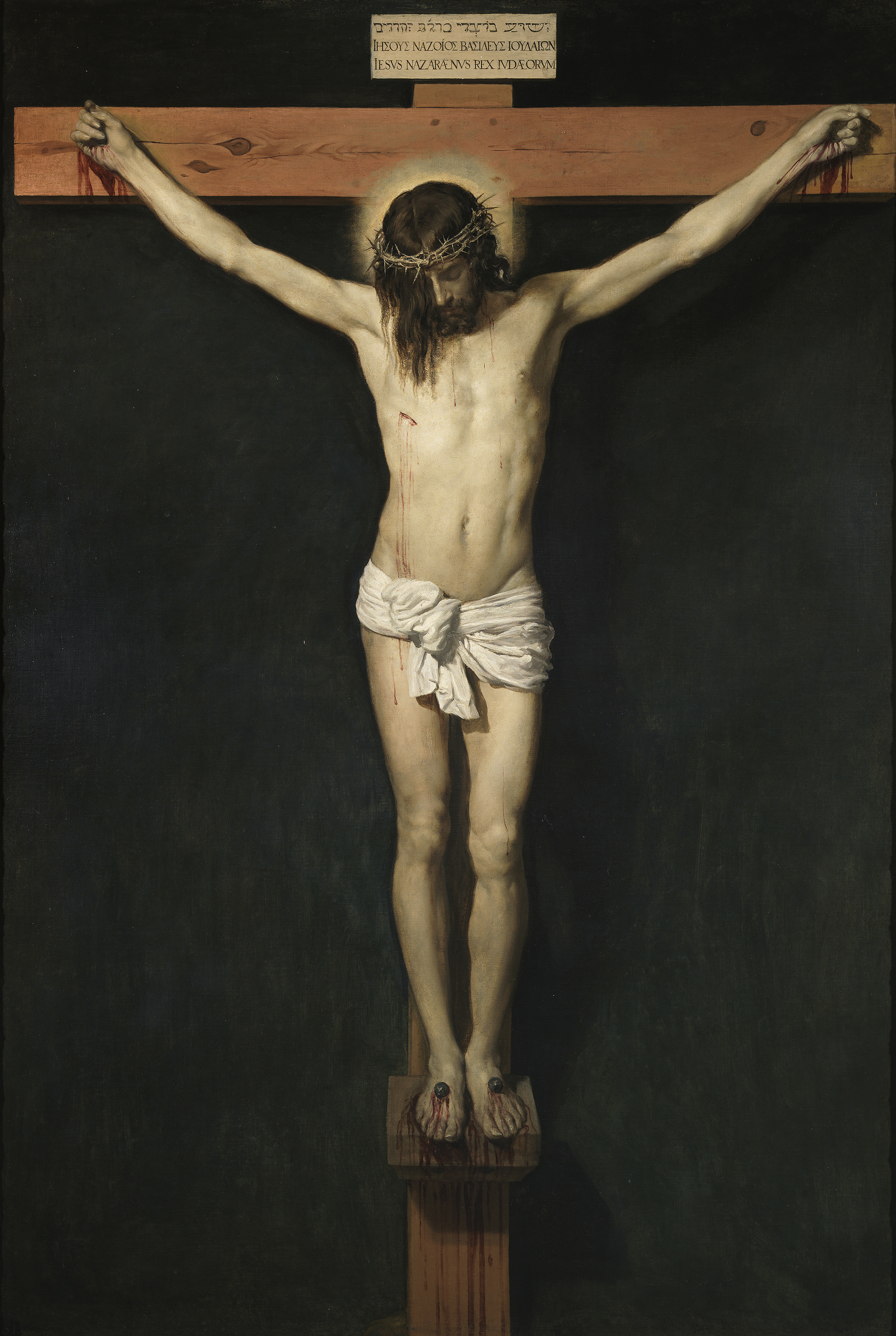
Crucificação de Jesus Cristo: A morte e ressurreição de Jesus foi um dos fatos mais importantes para os primeiros anos do cristianismo.
Diego Velázquez, 1632
Museu do Prado

Durante sua história, o cristianismo passou de uma seita judaica do século I para uma religião existente em todo o mundo conhecido na Antiguidade.
Na Judeia, uma das províncias romanas no Oriente, facções políticas locais se digladiavam em fins do século I a.C. De um lado, a aristocracia e os sacerdotes judeus aceitavam a dominação romana, pois os primeiros obtinham vantagens comerciais e os segundos mantinham o monopólio da religião. Entre as várias seitas judaicas que coexistiam na região, estavam a dos fariseus, voltados para a vida religiosa e o estudo da Torá, e a dos essênios, que pregavam a vinda do Messias, um rei poderoso que lideraria os judeus rumo à independência. Nesse clima de agitação, durante o governo de Otávio, nasceu, em Belém, um judeu chamado Jesus.
As primeiras fontes a respeito da vida de Jesus são os Evangelhos, que relatam o nascimento e os primeiros anos no modesto lar de um artesão de Nazaré. Há um período sobre o qual praticamente não há informações, até que, aos trinta anos, Jesus recebe o batismo pelas mãos de João Batista, nas águas do rio Jordão e começa a pregação de seu ideário. Para os cristãos, Ele seria o Messias esperado pelos judeus. No Sermão da Montanha, descrito nos evangelhos de Mateus e de Lucas, são apresentados os princípios básicos de seu pensamento: para Jesus, a moral, como a religião, era essencialmente individual e a virtude não era social, mas de consciência. Pregava a igualdade entre os homens, o perdão e o amor ao próximo.
Segundo os Evangelhos, as autoridades religiosas judaicas não aceitaram que aquele homem simples, que pregava aos humildes, pudesse ser o rei, o Messias que viria salvá-los (ver: Rejeição de Jesus). Consideraram-no um dissidente e o enquadraram na lei religiosa, condenando-o à morte por crucificação, a ser aplicada pelos romanos (do ponto de vista das autoridades romanas, Jesus era um rebelde político). Levadas pelos seus discípulos, os apóstolos, a diversas partes do Império Romano, as ideias de Jesus frutificaram. O apóstolo Paulo, judeu com cidadania romana, deu caráter universal à nova religião: segundo ele, a mensagem de Jesus, chamado de Cristo (o ungido) por seus seguidores, era dirigida não somente aos judeus, mas a todos os povos. Com Paulo, o cristianismo deixou de ser uma seita do judaísmo para se tornar uma religião autônoma (ver: Paulinismo). Por não aceitarem a divindade imperial e por acreditarem que havia uma única verdade - a de Jesus -, os cristãos foram perseguidos pelos romanos.
Por volta do ano 70, foram escritos os evangelhos atribuídos a Mateus e Marcos, em língua grega. Trinta anos depois, publicava-se o evangelho atribuído a João, e a doutrina da Santíssima Trindade (Pai, Filho e Espírito Santo) começava a tomar forma.
Apegados ao monoteísmo, os cristãos não juravam o culto divino ao imperador, provocando reações violentas. As perseguições ocorreram em curtos períodos, embora violentos, na medida em que o culto divino ao imperador, estabelecido por Augusto mas formalizado por Domiciano, era aplicado nas províncias.
Muitos foram perseguidos, outros morreram nas arenas, devorados por feras. Ao mesmo tempo, cada vez mais pessoas se convertiam ao cristianismo, especialmente pobres e escravos, que se voltavam para a Igreja por acreditarem na promessa de vida eterna no Paraíso.
O poder do cristianismo não podia mais ser ignorado. A partir do momento em que cidadãos ricos do Império Romano se converteram à nova religião, a doutrina, que pregava a igualdade e a liberdade, deixava de representar um perigo social. Aos poucos, a Igreja Católica se institucionalizava e o clero se organizava, numa enorme escalada da hierarquia com o surgimento dos bispos e presbíteros, no lugar de anciãos e superintendentes. O território sob o domínio romano foi dividido em províncias eclesiásticas. Os patriarcas, bispos dos grandes centros urbanos - como Roma, Constantinopla, Antioquia da Síria e Alexandria -, ampliaram seu poder, controlando as províncias. O bispado de Roma procurou se sobrepor aos demais, alegando que o bispo de Roma era o herdeiro do apóstolo Pedro, que teria recebido de Jesus a incumbência de propagar a fé cristã entre os povos.
Em 313, o imperador Constantino fez publicar o Édito de Milão, que instituía a tolerância religiosa no império, beneficiando principalmente os cristãos. Com isso, recebeu apoio em sua luta para se tornar o único imperador  e extinguir a tetrarquia. Em 361, assumiu o trono Juliano, que tentou reerguer o paganismo, dando-lhe consistência ético-filosófica e reabrindo os templos. Três anos depois o imperador morreu e, com ele, as tentativas de retomar a antiga religião romana.
Em 391, Teodósio (379-395) oficializou o cristianismo nos territórios romanos e perseguiu os dissidentes. Após seu reinado, o império foi dividido em duas partes. Os filhos de Teodósio assumiram o poder: Arcádio herdou o Império Romano do Oriente, cujo centro político era Constantinopla (antiga Bizâncio, rebatizada em homenagem ao imperador Constantino, localizava-se onde hoje é a cidade turca de Istambul); a Honório coube o Império Romano do Ocidente, com capital em Roma.
O cristianismo primitivo pode ser dividido em duas fases distintas: o período apostólico, quando os primeiros apóstolos estavam vivos e propagaram a fé cristã: e o período pós-apostólico, quando foi desenvolvida uma das primeiras estruturas episcopais e houve uma intensa perseguição aos cristãos. Essa perseguição terminou em 313 sob o governo de Constantino, em 325 ele promulgou o Primeiro Concílio de Niceia, dando início aos concílios ecumênicos.

### Igreja Apostólica
A Igreja Apostólica era uma comunidade liderada pelos apóstolos e pelos parentes e seguidores de Jesus. De acordo com o Novo Testamento, depois de sua ressurreição, Jesus ordenou na Grande Comissão que seus ensinamentos fossem espalhados por todo o mundo. Os Atos dos Apóstolos é a fonte primária de informação sobre esse período. Tradicionalmente atribuído a Lucas, este livro conta a história da igreja primitiva a partir dessa comissão em Atos 1:3-11 até a propagação da religião entre os gentios do leste do Mediterrâneo por Paulo de Tarso e outros.
Os primeiros cristãos eram de etnias judaicas ou  judeus prosélitos. Em outras palavras, os primeiros seguidores do cristianismo foram os judeus que Jesus chamou para ser seus primeiros discípulos. Apesar da Grande Comissão de Mateus 28:19-20 ser dirigida a todas as nações, os primeiros cristãos se depararam com uma questão que trouxe problemas para os primeiros líderes da igreja: se os gentios convertidos ao cristianismo precisariam se tornar judeus. Isso geralmente estava associado a circuncisão a adesão de leis dietéticas. Enquanto os judaizantes apoiavam essas restrições, alguns pregadores cristãos, como o apóstolo Paulo, foram contra impor aos novos conversos essas práticas. Além disso, a circuncisão era considerada repulsiva pelos gregos da Bacia do Mediterrâneo. As ações de Pedro na conversão de Cornélio, o Centurião, parecia indicar que não era preciso estar circuncidado, e isso foi debatido e aprovado pelo Concílio Apostólico de Jerusalém. Questões relacionadas são debatidas ainda hoje.
As doutrinas que os apóstolos trouxeram para a Igreja Primitiva entraram em conflito com algumas autoridades religiosas judaicas. Isto levou a expulsão dos cristãos das sinagogas. O livro de Atos dos Apóstolos registra o martírio dos líderes cristãos, como Estêvão e Tiago, filho de Zebedeu. A partir daí, o cristianismo adquiriu uma identidade distinta do judaísmo rabínico. Entretanto, essa diferença não foi reconhecida de uma vez pelo Império Romano. O nome cristão (do grego χριστιανοί) foi aplicado pela primeira vez aos discípulos em Antioquia, conforme registrado em Atos 11:26. Alguns afirmam que o termo cristão foi criado como um nome depreciativo, sendo aplicado como um termo de escárnio para aqueles que seguiram os ensinamentos de Jesus.

#### Crenças e credos dos cristãos primitivos

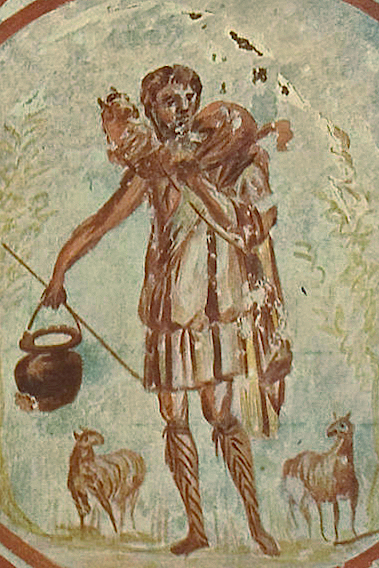
Jesus, o Bom Pastor
Catacumba de Calisto, século III

As fontes para as crenças da comunidade cristã primitiva são os Evangelhos e as epístolas do Novo Testamento. Os relatos mais antigos da crença estão contidos nesses textos, como os credos e os hinos cristãos, bem como as histórias da Paixão, do túmulo vazio e as aparições da ressurreição. Algumas dessas crenças são datadas nos anos 30 d.C ou 40 d.C, originário dentro da Igreja de Jerusalém.

### Igreja pós-apostólica
Essa fase do cristianismo pós-apostólico vai desde a morte dos apóstolos (aproximadamente 100 d.C. até o término das perseguições e a legalização do culto cristão pelo imperador Constantino, o Grande.

#### Perseguições
Desde o início os cristãos foram sujeitos a várias perseguições. Isso resultou na morte dos primeiros cristãos, como Estêvão (Atos 7:59) e e Tiago, filho de Zebedeu (Atos 12:2). A perseguição aos cristãos pelo Império Romano ficou mais feroz a partir do ano 64 quando, conforme relatado pelo historiador Romano Tácito, o imperador Nero culpou-os pelo grande incêndio de Roma. De acordo com a tradição da igreja, Paulo e Pedro foram martirizados em Roma por Nero. Da mesma forma, vários dos escritos do Novo Testamento mencionam o estresse que era causado pelas perseguições na vida dos primeiros seguidores de Jesus. Por 250 anos os cristãos sofreram perseguições esporádicas por sua recusa em adorar o imperador romano. Por isso, eles eram considerados traidores, sendo assim punidos com a pena de morte. Apesar das perseguições serem intensas, a religião cristã continuou a sua propagação em toda a bacia do Mediterrâneo.

#### Estrutura e episcopado

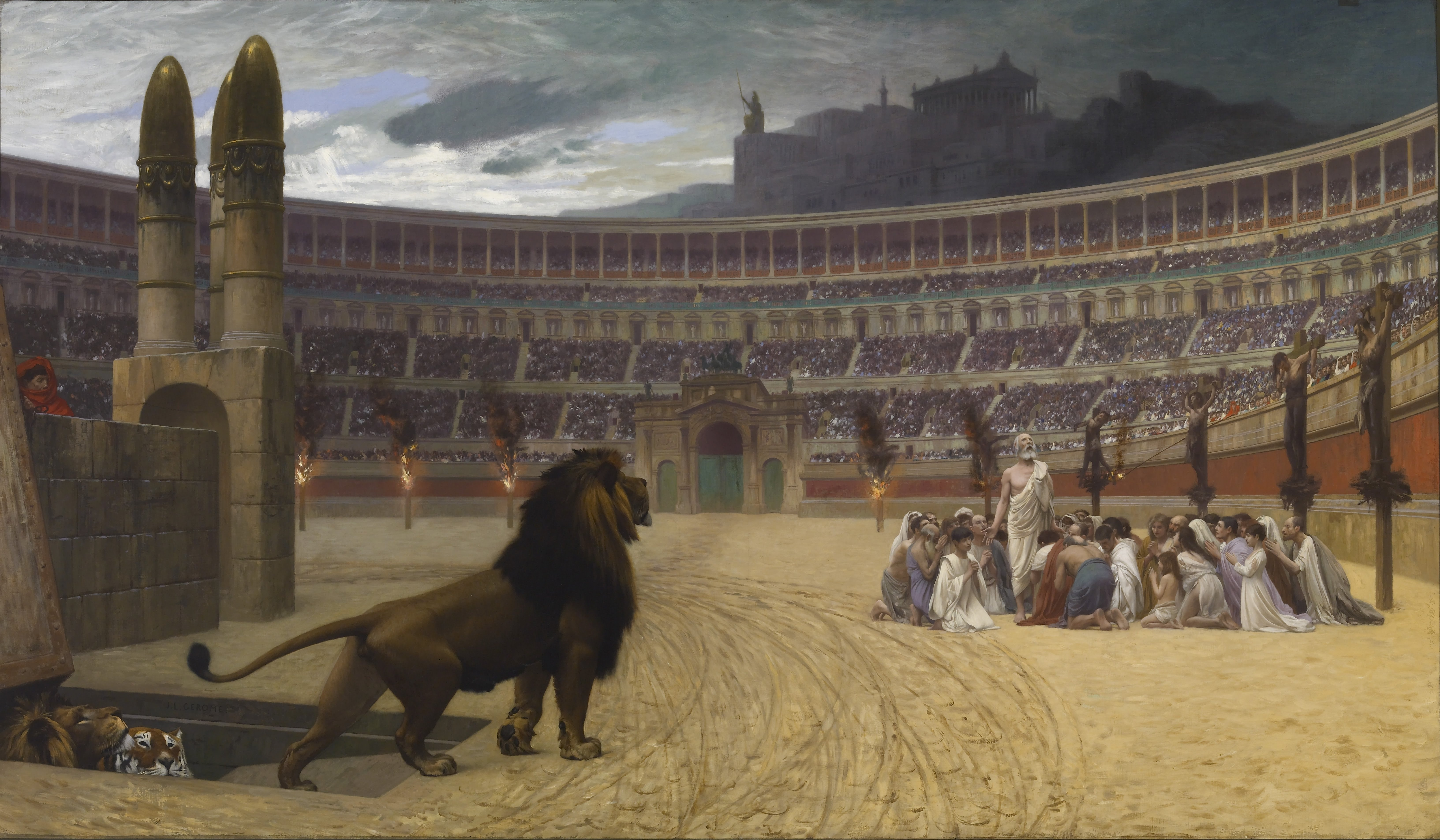
A Última Prece dos Mártires Cristãos: Desde o início os cristãos foram sujeitos a várias perseguições
Jean-Léon Gérôme, 1883
Museu de Arte Walters

Os bispos da Igreja Pós-Apostólica emergiram como superintendentes das populações urbanas cristãs. Além disso, a igreja formou gradualmente uma hierarquia no clero que tomou a forma de de episkopos (bispos), anciãos e presbíteros (pastores), além dos diáconos (servos). Mas isso aconteceu lentamente e em diferentes momentos para diferentes localidades. Clemente, Bispo de Roma, refere-se na sua carta I Clemente aos líderes da igreja de Corinto como bispos e presbíteros, indistintamente, e também diz que os bispos estão a conduzir o rebanho de Deus para o pastor chefe (presbítero), Jesus Cristo. Os escritores do Novo Testamento também usam os termos diáconos, presbíteros e anciãos de forma intercambiável.
Os principais bispos da era pós-apostólica incluem Policarpo de Esmirna, Clemente de Roma e Ireneu de Lyon. Esses homens supostamente conheceram e estudaram pessoalmente com os apóstolos. Por isso eles são chamados de Padres Apostólicos. Cada comunidade cristã tinha os presbíteros, que eram ordenados e ajudavam o bispo; O cristianismo se difundiu especialmente nas áreas rurais. Os presbíteros exerciam mais responsabilidades dentro das igrejas locais, tomando forma distinta como sacerdotes. Por último, os diáconos também exerciam determinadas funções, tais como cuidar dos pobres e doentes. No século II, uma estrutura episcopal se torna mais visível. Essa estrutura foi apoiada pela doutrina da sucessão apostólica, onde o bispo se tornava o sucessor espiritual do bispo anterior em uma linha que remontaria aos próprios apóstolos.
A diversidade do cristianismo primitivo pode ser documentada a partir do registro do Novo Testamento. O livro de Atos dos Apóstolos admite conflitos entre hebreus e helenistas; e entre cristãos judeus e cristãos gentios. As cartas de Paulo, Pedro, João, Tiago e Judas são testemunhos de conflitos de liderança e de teologia na Igreja Primitiva. Em resposta aos ensinos gnósticos, Ireneu de Lyon criou o primeiro documento que descreve a Sucessão apostólica.

#### Primeiros escritos cristãos
Com a expansão do cristianismo, alguns membros bem-educados que faziam parte do círculos do mundo helenístico vieram a se tornar bispos e líderes da igreja. Eles produziram dois tipos de obras: teológica e apologética. Estas últimas eram destinadas a defender a fé usando a razão para refutar os argumentos contra a veracidade do cristianismo. Esses autores são conhecidos como os Padres da Igreja, e o estudo de suas obras é chamado de patrística. Entre os notáveis padres desse período estão Inácio de Antioquia, Policarpo de Esmirna, Justino Mártir, Ireneu de Lyon, Tertuliano, Clemente de Alexandria e Orígenes de Alexandria.

#### Início da arte

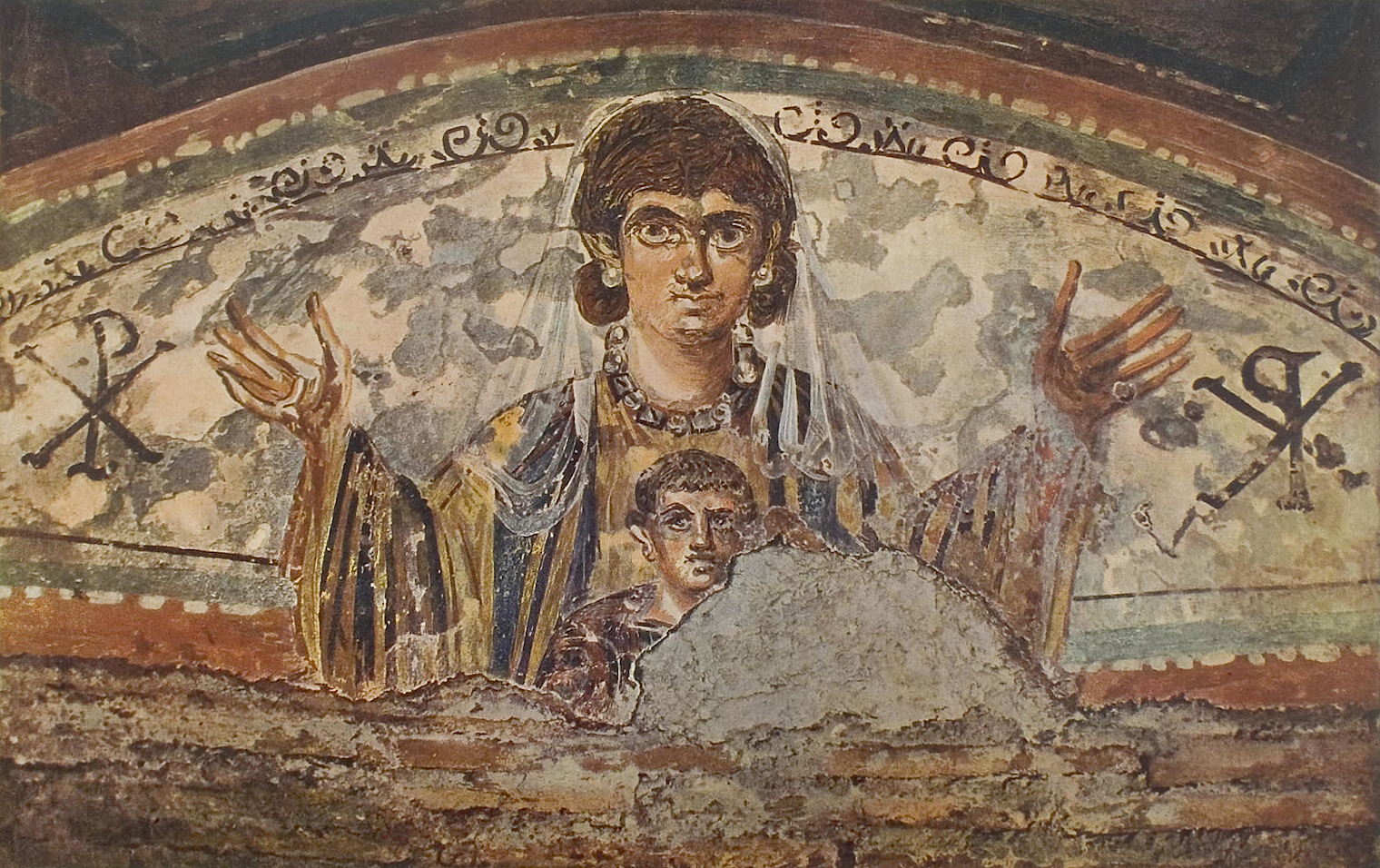
A Virgem e o Menino
Pintura do século IV em uma catacumba romana

A arte cristã ou arte sacra surgiu relativamente tarde e as primeiras imagens cristãs conhecidas surgem no ano 200, embora haja algumas evidências literárias que pequenas imagens domésticas eram usadas anteriormente. As mais antigas pinturas cristãs que temos são da época das catacumbas romanas. Já as mais antigas esculturas cristãs são de sarcófagos, que datam do início do século III. Apesar de muitos judeus helenistas terem imagens de figuras religiosas no templo, como na Sinagoga de Dura Europo, por exemplo, a proibição mosaica tradicional de fazer qualquer tipo de imagem esculpida tinha algum efeito, embora nunca tenha sido proclamada pelos teólogos. Esta rejeição inicial de imagens e a necessidade de ocultar a prática cristã da perseguição nos deixa com poucos registros arqueológicos a respeito do cristianismo primitivo e sua evolução.

#### Primeiras heresias
O Novo Testamento fala da importância de manter a doutrina (ortodoxa) correta e refutar as heresias, mostrando o quão antiga era essa preocupação. Por causa do alerta bíblico contra os falsos profetas, o cristianismo sempre se preocupou em manter e ensinar a interpretação ortodoxa da fé. Com efeito, um dos papéis principais dos bispos na Igreja primitiva era determinar e manter importantes crenças corretas, além de refutar as opiniões contrárias conhecidas como heresias. Como não havia diferentes opiniões entre os bispos sobre novas questões, a definição da ortodoxia iria ocupar a Igreja por algum tempo.
As primeiras controvérsias eram muitas vezes sobre a natureza cristológica, isto é, eles estavam relacionados com a divindade ou a humanidade de Jesus. O docetismo declarava que a humanidade de Jesus era apenas uma ilusão, negando assim a encarnação. Já o arianismo considerava Jesus como um ser que não era eternamente divino - mas que também não era um mero mortal - sendo portanto de menor status do que o Pai. O trinitarismo declarou que o Pai, o Filho e o Espírito Santo formavam um ser com três pessoas. Além disso, Cristo possuía uma dupla natureza, conhecida pelos teólogos como união hipostática. Muitos grupos mantinham crenças dualistas, sustentando que a realidade era composta de duas partes radicalmente opostas: a matéria, vista como mal, e o espírito, visto como bom. Tais visões deram origem a algumas teologias da encarnação, que foram declaradas heréticas. A maioria dos estudiosos concorda que a Bíblia ensina que tanto o mundo material quanto o mundo espiritual foram criados por Deus, sendo portanto bons.
O desenvolvimento da doutrina, a posição da ortodoxia e as relações entre as diversas opiniões é uma questão muito debatida na academia. Como a maioria dos cristãos de hoje seguem as doutrinas estabelecidas pelo Credo niceno-constantinopolitano, os teólogos cristãos modernos tendem a considerar os primeiros debates como uma posição ortodoxa unificada contra uma minoria de hereges. Outros estudiosos, baseando-se nas distinções entre cristãos judeus, o paulinismo (cristianismo paulino) e outros grupos, como os marcionistas, argumentam que o cristianismo primitivo foi sempre fragmentado, com crenças contemporâneas concorrentes.

#### Cânon bíblico

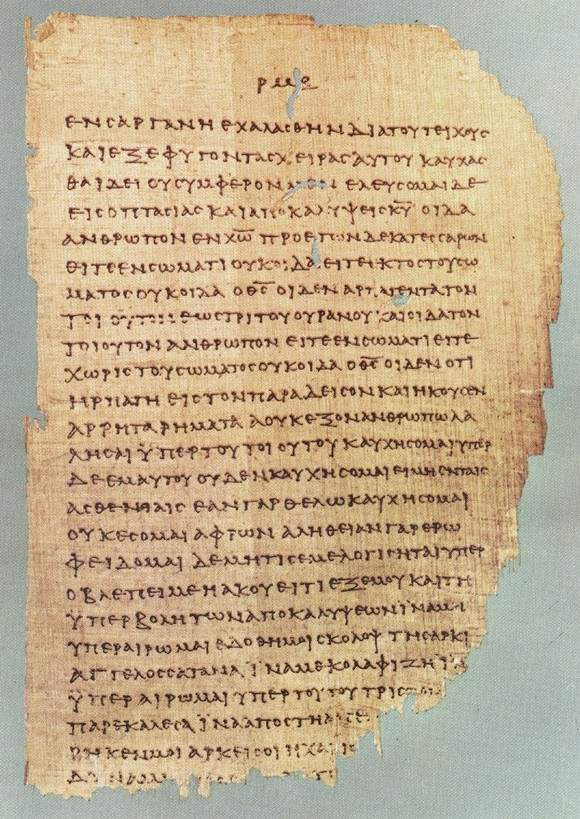
A folha de P46, um das primeiras coleções do século III das epístolas paulinas.

O cânon bíblico é o conjunto de livros que os cristãos consideram como divinamente inspirada, formando assim a Bíblia cristã. Embora a Igreja Primitiva usasse o Antigo Testamento de acordo com o cânon da Septuaginta (LXX), ao escrever os seus textos os apóstolos não pretendiam criar um conjunto definido de novas Escrituras, mesmo eles reconhecendo que seus escritos eram divinamente inspirados; O Novo Testamento foi escrito e reunido ao longo dos anos.
O processo de canonização do Novo Testamento foi complexo e demorado. Caracterizou-se por uma coletânea de livros que a tradição apostólica considerou autoritária no culto e no ensino, além de serem relevantes para as situações históricas em que viviam, e em consonância com o Antigo Testamento. Contrário à crença popular, o cânon do Novo Testamento não foi sumariamente decidido em reuniões do Conselho grande igreja, mas sim desenvolvido ao longo de muitos séculos.
Os escritos dos apóstolos circularam entre as primeiras comunidades cristãs. As epístolas de Paulo estavam circulando em forma de textos coletados no final do primeiro século. Justino Mártir, no século II, menciona as memórias dos apóstolos, que os cristãos chamam de evangelhos e que foram considerados em pé de igualdade com o Antigo Testamento. Um cânone contendo os quatro evangelhos  (o Tetramorph) já estava circulando na igreja no tempo de Ireneu de Lyon em 160. No início do século III, Orígenes de Alexandria talvez tenha usado os mesmos 27 livros que compõem o Novo Testamento moderno, mas ainda havia disputas sobre a canonicidade de Hebreus, Tiago, II Pedro, II e III João e Apocalipse. Essas obras que foram questionadas sobre sua autenticidade são chamadas "antilegomena". Em contraste, os escritos que foram aceitos universalmente pela igreja desde meados do século II e que compõe hoje a maior parte do Novo Testamento são denominadas homologoumena. Da mesma forma, o fragmento de Muratori mostra que em 200 já existia um conjunto de escritos cristãos semelhante ao Novo Testamento atual.
Em sua carta de Páscoa de 367, Atanásio, bispo de Alexandria, escreveu a primeira lista com os 27 que viriam a formar o Novo Testamento canônico. O Concílio de Hipona em 393 aprovou o Novo Testamento tal como conhecemos hoje, juntamente com os livros da Septuaginta, uma decisão que foi repetida pelos Conselhos de Cartago em 397 e em 419. Esses conselhos foram liderados por Agostinho de Hipona, que considerava o cânone como algo já fechado. Da mesma forma, o Papa Dâmaso I comissionou Jerônimo de Estridão a fim de organizar a edição Latina da Vulgata em 383, o que foi algo fundamental para a fixação do cânon do Ocidente. Em 405, o papa Inocêncio I mandou uma lista dos livros sagrados para Exuperius, um bispo gaulês.
Quando esses bispos e concílios discutiram sobre o assunto, no entanto, eles não estavam definindo algo novo, mas sim "estavam ratificando o que já havia se tornado a mente da Igreja." Assim, por volta do século IV, existia uma unanimidade no Ocidente sobre o cânon do Novo Testamento; O Oriente, com poucas exceções, havia entrado em harmonia sobre a questão do canôn por volta do século V. A única resistência estava relacionada ao livro do Apocalipse. Não obstante, um articulação dogmática completa do cânon não foi feito até 1546 no Concílio de Trento para o catolicismo romano; e em  1563 nos Trinta e Nove Artigos da Igreja da Inglaterra; em 1647 na Confissão de Fé de Westminster para o calvinismo; e finalmente em 1672 no Sínodo de Jerusalém para ortodoxia grega.

## Cristianismo na Antiguidade tardia (313-476)

### Estabelecimento da ortodoxia romana
Galério que havia sido uma das principais figuras na perseguição, em 311 emitiu um édito que acabou com a perseguição de Diocleciano ao cristianismo. O édito foi proclamado de má vontade pelo imperador no seu leito de morte. Após a suspensão da perseguição aos cristãos, Galério reinou por mais dois anos. Ele então foi sucedido por um imperador com forte inclinação ao cristianismo, Constantino, o Grande.
Constantino, o novo imperador foi apresentado ao cristianismo por meio de sua mãe, Helena. Na Batalha da Ponte Mílvia, em 28 de outubro de 312, Constantino ordenou que suas tropas pintassem uma cruz nos escudos dos soldados, de acordo com uma visão que tivera na noite anterior. De acordo com a tradição, Constantino teve uma visão enquanto olhava para o sol que se punha. As letras gregas XP (Chi-Rho, as primeiras duas letras de ???st??, Cristo) entrelaçadas com uma cruz apareceram-lhe enfeitando o sol, juntamente com a inscrição em latim In Hoc Signo Vinces — Sob este signo vencerás. Depois de vencer a batalha com uma vitória esmagadora sobre seus inimigos, Constantino foi capaz de reivindicar o controle da parte Ocidental do Império.
Constantino legitimou o cristianismo mas não o tornou à religião oficial do Império Romano. As moedas romanas, por exemplo, que foram cunhadas oito anos após a batalha ainda tinha as imagens dos deuses romanos. No entanto, a adesão de Constantino foi um ponto decisivo para a Igreja cristã. Após sua vitória, Constantino apoiou financeiramente a Igreja, construindo basílicas suntuosas e concedendo vários privilégios para o clero, como a isenção de impostos que os sacerdotes pagãos possuíam.  O imperador ainda devolveu bens confiscados durante a perseguição de Diocleciano, aboliu a execução realizada por meio de crucificação, pôs fim às batalhas dos gladiadores como punição para crimes e instituiu o domingo como feriado. Entre 324 e 330, Constantino construiu uma nova capital imperial praticamente do zero. A cidade veio a ter o seu nome: Constantinopla. Ela tinha a arquitetura cristã, várias igrejas contidas dentro da muralha da cidade e não tinha templos pagãos. De acordo com a tradição, Constantino foi batizado em seu leito de morte.
O imperador também desempenhou um papel ativo na liderança da Igreja. Em 316, ele atuou como juiz em uma disputa que ocorreu no norte africano sobre o donatismo. Mais significativamente, em 325 convocou o Concílio de Niceia, o primeiro concílio ecumênico, para lidar principalmente com a controvérsia ariana. O concílio também emitiu o Credo Niceno. Dessa forma, Constantino estabeleceu um precedente para o imperador, que seria responsável perante Deus pela saúde espiritual de seus súditos, tendo o dever de manter a ortodoxia. O imperador iria impor a doutrina, erradicar a heresia, e defender a unidade eclesiástica.
Filho do sucessor de Constantino, conhecido como Juliano, foi um filósofo que ao se tornar imperador, renunciou ao cristianismo e adotou uma forma mística de neoplatonismo e de paganismo, que se chocava com a criação cristã. Juliano começou a reabrir os templos pagãos, começando assim uma disputa de fiéis entre  cristãos e pagãos. Depois, com a intenção de restabelecer o prestígio das crenças pagãs, ele as modificou, assemelhando-as as tradições cristãs, como a estrutura episcopal e a caridade pública (filantropia) até então desconhecida na religião romana. O curto reinado de Juliano acabou com sua morte, enquanto fazia campanha no Oriente.
Mais tarde os Padres da Igreja escreveram volumosos textos teológicos, inclusive Agostinho de Hipona, Gregório de Nazianzo, Cirilo de Jerusalém, Ambrósio de Milão, Jerónimo de Estridão, entre outros. Alguns destes pais, tais como João Crisóstomo e Santo Atanásio, sofreram exílio, perseguição, ou o martírio dos imperadores bizantinos.

### Concílios ecumênicos
Durante esta época, vários concílios ecumênicos foram convocados. O principal assunto debatido eram as disputas cristológicas. O primeiro (325) e o segundo (381) condenaram os ensinamentos da heresia ariana, produzindo assim o Credo niceno-constantinopolitano. O Primeiro Concílio de Éfeso condenou o nestorianismo e afirmava ser Maria Teótoco (portadora de Deus ou Mãe de Deus). O Concílio de Calcedônia afirmou que Cristo tinha duas naturezas: era plenamente Deus e plenamente homem, ambas distintas, mas sempre em perfeita união. Assim, condenou o monofisismo. Esse Concílio serviu para refutar também o monotelismo. No entanto, nem todos os grupos aceitaram os termos aceitos nesses debates. Os nestorianos e a Igreja Assíria do Oriente, por exemplo, se dividiram sobre o Concílio de Éfeso em 431; e a Ortodoxia Oriental se dividiu sobre o Concílio de Calcedónia de 451.

### Cristianismo como religião oficial do estado romano

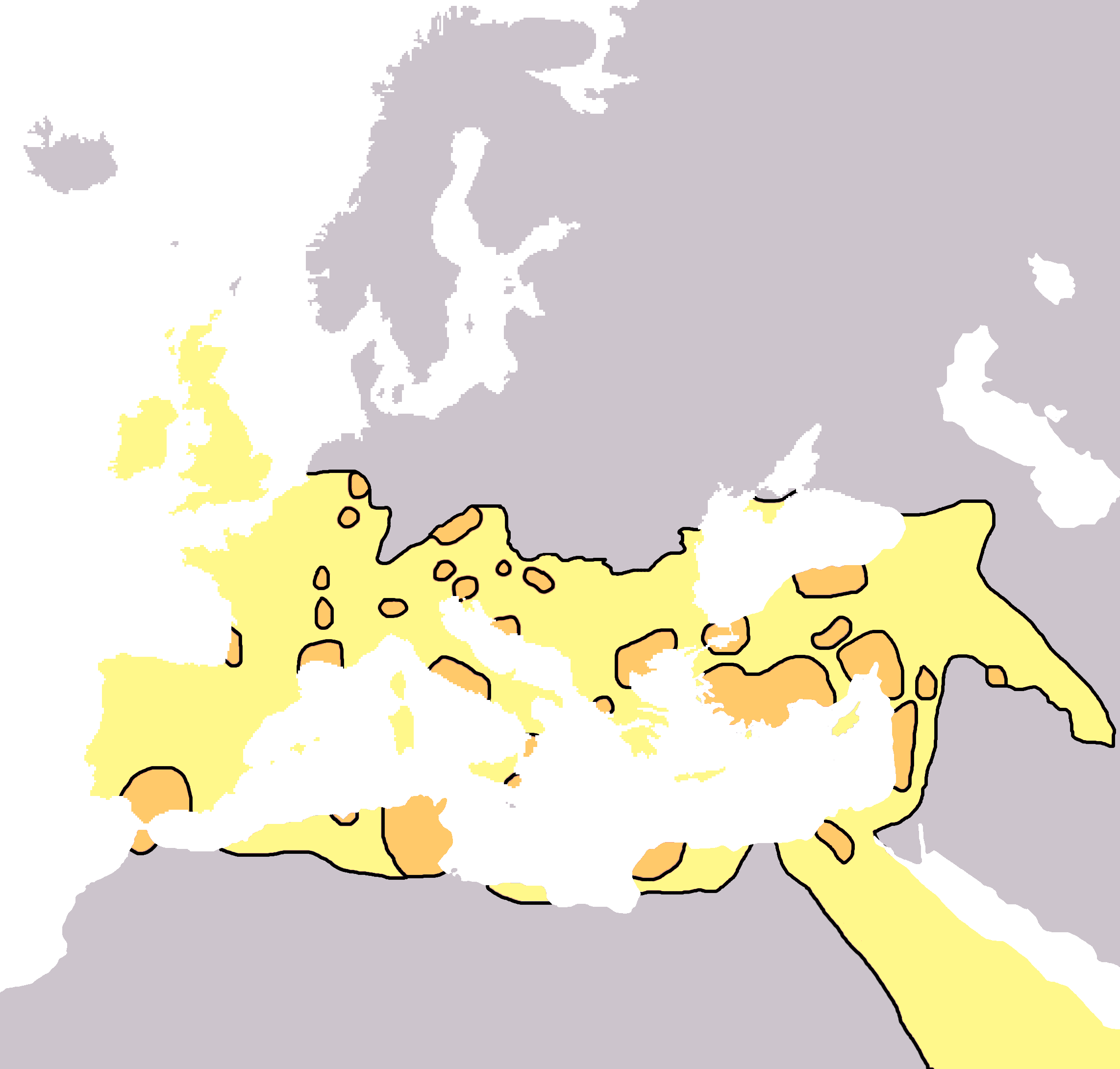
Alcance do cristianismo no ano 325
Alcance do cristianismo no ano 600

Em 27 de fevereiro de 380, o imperador Teodósio assinou o Édito de Tessalónica, adotando o cristianismo niceno como religião oficial do Império Romano. Antes disso, Constâncio II (337-361) e Flávio Júlio Valente (364-378) tinham pessoalmente favorecido o arianismo ou outras formas de cristianismo semiariano, mas Arcádio, sucessor de Teodósio, apoiou a doutrina trinitária como foi exposta no Primeiro Concílio de Niceia (sob Constantino) e reafirmada no Primeiro Concílio de Constantinopla (sob Teodódsio).
No seu Édito, Teodósio reservou o título de "cristãos católicos" para os crentes "na divindade única do Pai, do Filho e do Espírito Santo sob o conceito de igual majestade e da piedosa Trindade", e declarou de considerar os outros "dementes e loucos sobre os quais pesará a infâmia da heresia".
Em 385, numa parte do Império Romano do Ocidente, regida por Magno Máximo, não Teodósio, o bispo Prisciliano, que tinha sido excomungado por heresia, foi condenado e executado por um tribunal civil pelo crime civil de feitiçaria, ação que provocou protestas de Papa Sirício, Ambrósio e Martinho de Tours. Alguns apresentam isso como primeiro caso de pena capital de um herege, outros como primeiro exemplo de intervenção da justiça secular numa questão eclesiástica.
Após sua criação, a Igreja dentro do Império Romano adotou na organização os limites das províncias civis: o bispo da capital de cada província (o metropolita) tinha certa autoridade sobre os outros bispos da província O Primeiro Concílio de Niceia reconheceu também a autoridade super-metropolitana dos bispos de Roma, Alexandria e Antioquia.
Em 381, realizou-se em Constantinopla (desde 330 capital do império) um concílio, mais tarde reconhecido como ecumênico, que decretou no seu terceiro cânon: "O Bispo de Constantinopla, no entanto, deve ter a prerrogativa de honra, após o Bispo de Roma, porque Constantinopla é a nova Roma". Não lhe designou nenhuma área sobre a qual exercer autoridade super-metropolitana: pelo contrário, declarou no seu cânon 2 que cada diocese#Império Romano deve administrar os próprios assuntos. Deu-lhe a precedência sobre os bispos de Alexandria e Antioquia, mas não sobre o bispo romano. O Primeiro Concílio de Éfeso (431) estendeu o poder de Jerusalém ao longo das três províncias da Palestina, e o Concílio de Calcedônia (451) reconheceu no cânone 28 a jurisdição do bispo de Constantinopla sobre Ponto, Ásia Menor e a Trácia.
O imperador Justiniano I (527-565) por primeiro restringiu o título de "patriarca" para designar exclusivamente os bispos de Roma, Constantinopla, Alejandria, Antioquia e Jerusalém: especificou as funções e a liderança de estes cinco patriarcas e teve um papel decisivo na formulação da Pentarquia. adoptada depois pelo Concílio Quinissexto de 692.

### Nestorianismo e o Império Sassânida

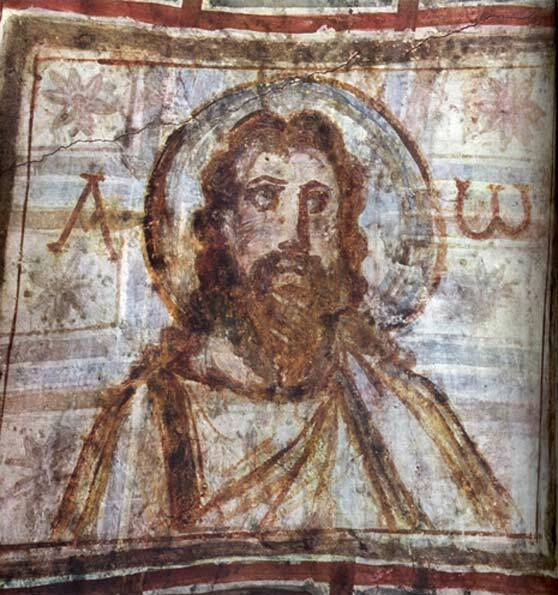
Uma das primeiras representações de Cristo com uma barba, c.380

Durante o século V, a Escola de Edessa havia ensinado uma perspectiva cristológica diferente. Eles afirmavam que a natureza humana e a natureza divina de Cristo eram pessoas distintas. Uma consequência dessa perspectiva era que Maria não poderia ser apropriadamente chamado de a mãe de Deus, mas só poderia ser considerada a mãe de Cristo. O mais conhecido defensor desse ponto de vista era o Patriarca de Constantinopla, Nestório.
O dogma de Maria ser a Mãe de Deus havia se tornado popular em muitas partes da Igreja. Por isso, esse novo ponto de vista se tornou um assunto polêmico. O imperador romano Teodósio II proclamou dois concílios em Éfeso, o primeiro em 431 e o segundo em 449, com a intenção de resolver o problema. Os concílios rejeitaram a visão de Nestório. Entretanto, muitas igrejas seguiram o ponto de vista nestoriano. Por isso, se separaram da Igreja Romana, causando o cisma nestoriano. As igrejas nestorianas foram perseguidos e muitos seguidores fugiram para o Império Sassânida, onde foram aceitos.
O Império Sassânida (persas) tinha muitos convertidos ao cristianismo. O início de sua história estava intimamente ligada ao ramo do cristianismo siríaco. O império foi oficialmente zoroastra, mantendo uma estrita adesão a essa fé, em parte, para se distinguir da religião do Império Romano (originalmente a religião pagã romana e o cristianismo).
O cristianismo tornou-se tolerado no Império Sassânida. Como o Império Romano perseguia os hereges, havia cada vez mais exilados durante os séculos IV e VI, fazendo com que a comunidade cristã sassânida crescesse rapidamente. Até o final do século V , a Igreja persa estava firmemente estabelecida e se tornou independente da Igreja Católica Romana. Esta igreja evoluiu para o que hoje é conhecida como a Igreja do Oriente.

### Miafisismo
Em 451, foi realizado o Concílio de Calcedónia a fim de esclarecer as questões cristológicas em torno do nestorianismo. O consílio declarou que a natureza de Cristo era dupla: tanto humana quanto divina. Esse ponto de vista foi rejeitado por muitas igrejas que se chamavam miafisistas. O cisma resultante desse concílio criou uma comunhão de seis igrejas que incluem Igreja Apostólica Armênia, a Igreja Ortodoxa Síria e a Igreja Ortodoxa Copta. Embora tivessem sido feitos esforços para a reconcilação, nos séculos seguintes o cisma se manteve permanente, resultando no que hoje é conhecida como a Ortodoxia Oriental.

### Igreja gótica

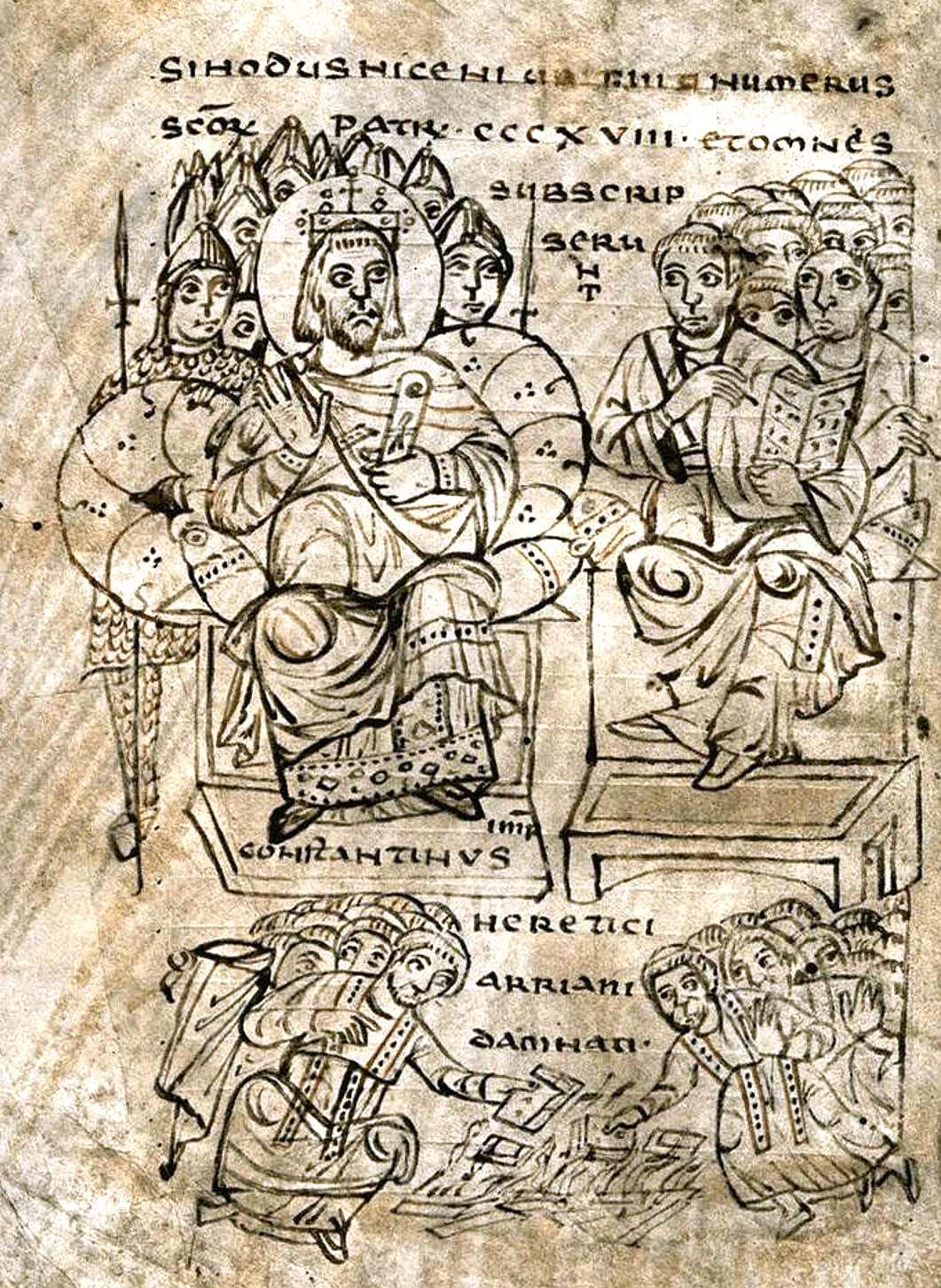
Constantino queimando livros do presbítero Ário
Ilustração em um livro de direito canónico de 825

A perspectiva cristológica popular do século IV foi o arianismo, defendida pelo presbítero egípcio Ário. Embora esse ponto de vista tivesse sido condenado pela Igreja romana imperial, manteve-se popular no império durante algum tempo. No quarto século Ulfilas, bispo romano e adepto do arianismo, foi nomeado o primeiro bispo dos godos: povos germânicos que habitavam grande parte da Europa nas fronteiras do Império. Ulfilas propagou a visão cristã-ariana entre os godos, estabelecendo firmemente a fé entre muitas das tribos germânicas. Como a Igreja Romana tornou-se cada vez mais antiariana, o arianismo foi visto por muitos godos como a característica de sua fé que os separava dos romanos.

### Monasticismo
O monasticismo é uma forma de ascetismo em que se renuncia atividades mundanas e se concentra exclusivamente em atividades espirituais, principalmente as que incluem alguma virtude como humildade, pobreza e castidade. Ele começou bem cedo na Igreja, baseada em exemplos e ideais bíblicos, além de possuir raízes em certas correntes do judaísmo. João Batista é visto como um monge arquétipo. O monasticismo também foi inspirado pela organização da comunidade apostólica, conforme registrado em Atos 2:42
Existem duas formas de monasticismo: Os monges eremitas vivem na solidão, enquanto os cenobitas vivem em comunidades, geralmente em um mosteiro, sob uma regra (ou código de prática) e são governados por um abade. Originalmente, todos os monges cristãos eram eremitas, seguindo o exemplo de Antão do Deserto. No entanto, a necessidade dos monges terem algum tipo de orientação espiritual levou São Pacômio a juntar alguns seguidores e organizar aquele que viria a ser o primeiro mosteiro em 318. Logo, as instituições similares foram estabelecidos ao longo do deserto egípcio, assim como o resto da metade oriental do Império Romano. Mulheres foram especialmente atraídas ao movimento.
As figuras centrais no desenvolvimento do monasticismo foram Basílio, o Grande, no Oriente e São Bento de Núrsia, no Ocidente. Fundador da Ordem dos Beneditinos, São Bento criou a famosa Regra de São Bento, que viria a ser a regra mais comum durante a Idade Média, e o ponto de partida para outras regras monásticas.

## Início da Idade Média (476-799)

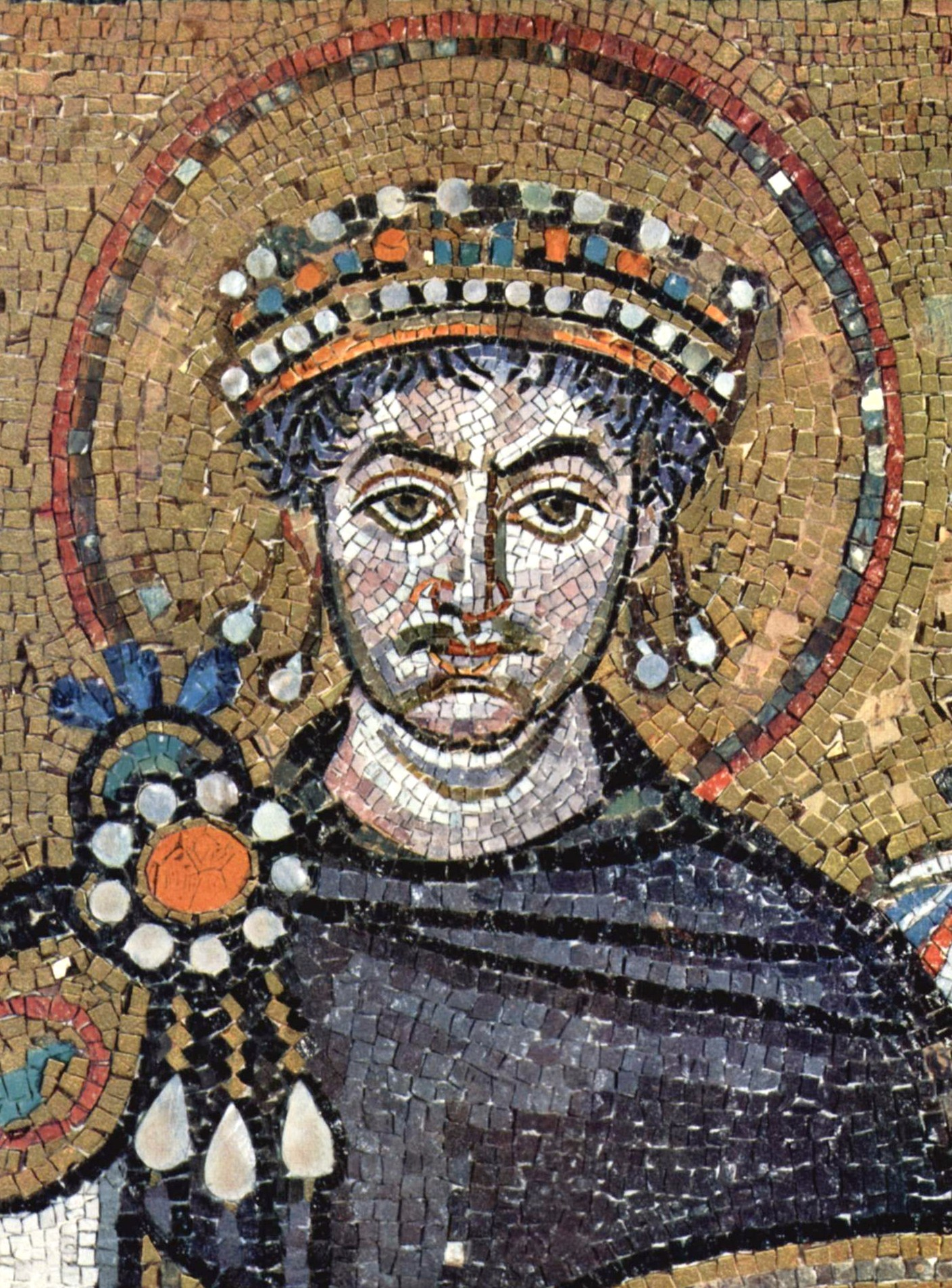
Justiniano I,
Mosaico na Basílica de São Vital, Ravena

A transição do cristianismo para a Idade Média foi um processo gradual e localizado. As áreas rurais cresceram como centros de poder, enquanto as zonas urbanas diminuíram. Apesar do Oriente conter o maior número de Cristãos (áreas gregas), aconteceram importantes desenvolvimentos no Ocidente (áreas Latinas). Cada uma das duas áreas assumiram formas distintas. Os Bispos de Roma foram obrigados a adaptar-se a drástica alteração das circunstâncias: mantendo apenas uma fidelidade nominal ao imperador, eles eram obrigados a negociar com os governantes bárbaras das ex-províncias do Império Romano. No Oriente, a Igreja manteve a sua estrutura, seu caráter e sua lenta evolução.

### Início do papado medieval
Após a península Itálica ter sido alvo de guerras e tumultos devido as tribos bárbaras, o imperador Justiniano I tentou reafirmar o domínio imperial no leste da Itália contra a aristocracia gótica. As campanhas subsequentes foram mais ou menos bem sucedidas, e um exarcado foi criada para a Itália, mas a influência imperial era restrita.
Logo após, os lombardos invadiram a enfraquecida península, ocupando a cidade de Roma. Enquanto o lado Oriental do império fracassava em enviar ajuda, os papas passaram a alimentar a população, negociar tratados, pagar pela proteção aos senhores da guerra com os lombardos, além de contratarem soldados para defenderem a cidade. Eventualmente, os papas procuravam outros apoios, especialmente dos francos. Nesse período, o papa Gregório I, eleito prefeito de Roma pelo imperador Justino I, foi responsável por aplicar várias reformas políticas que ocasionaram o prestígio do papado durante toda a Idade Média.

### Expansão missionária ocidental
A perda gradual dos domínios do Império Romano do Ocidente, substituído por federações e reinos germânicos, coincidiu com os primeiros esforços missionários em áreas não controladas pelo desmoronado império.
Já no século V, as atividades missionárias da Britânia em áreas celtas (atual Escócia, Irlanda e País de Gales), deram início as tradições do cristianismo céltico, que mais tarde foi reintegrado à Igreja de Roma. Os missionários mais proeminentes foram São Patrício, São Columba e São Columbano. As tribos anglo-saxões que invadiram a Grã-Bretanha do sul logo após o abandono de Roma, foram inicialmente pagãs, mas se converteram ao cristianismo por Agostinho de Cantuária, através da missão do papa Gregório Magno. Logo que se tornou um centro missionário, cristãos como Vilfrido, Vilibrordo, Lulo e São Bonifácio começaram a converter seus parentes Saxões na Germânia.
A Gália (atual França) foi invadida pelos Francos no século V. Os nativos foram perseguidos até que o rei franco Clóvis I os converteu do paganismo para o catolicismo em 496. O rei insistiu que seus nobres colegas seguissem seu exemplo, reforçando o seu reino recém-criado, unindo assim a fé dos governantes com a dos governados. Após a ascensão do Reino Franco e a estabilização das condições políticas, a parte ocidental da Igreja aumentou a atividade missionária, apoiada pelo reino merovíngios, como forma de pacificar os povos vizinhos incômodos. Após a fundação de uma igreja em Utreque por Vilibrordo, houve um recuo na expansão do cristianismo após o rei pagãos dos Frísios, Radode, destruir muitos centros cristãos entre 716 e 719. Em 717, o missionário inglês São Bonifácio foi enviado para ajudar Vilibrordo, restabelecendo igrejas e continuando as missões Frísias, na Alemanha.

### Iconoclastia bizantina

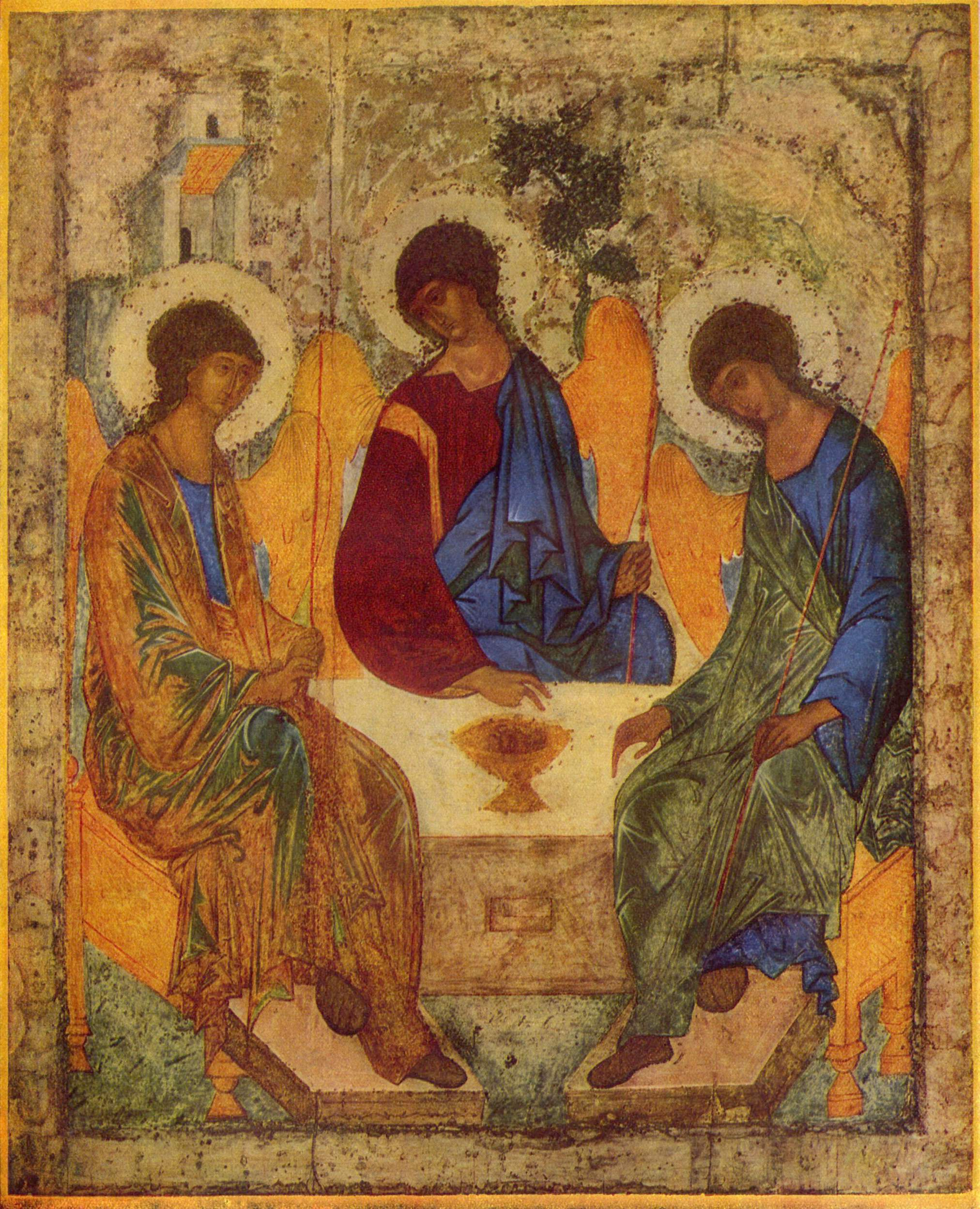
Santíssima Trindade
Andrei Rublev, c. 1400
Galeria Tretyakov

Após uma série de reveses militares pesados contra os muçulmanos, a iconoclastia surgiu no início do século VIII. Em 720, o imperador bizantino Leão III, o Isauro proibiu a representação pictórica de Cristo, santos e cenas bíblicas.
No Ocidente, o Papa Gregório III realizou dois sínodos em Roma e condenou as ações de Leão III. O Império Bizantino, convocou o concílio iconoclasta de Hieria em 754, declarando que os retratos dos santos eram heréticos. O movimento destruiu grande parte da das representações artísticas cristãs da igreja primitiva. O movimento iconoclasta foi definido como herético em 787 no Segundo Concílio de Niceia, mas conseguiu um breve ressurgimento entre 815 e 842.

## Alta Idade Média (800-1299)

### Renascença carolíngia
A Renascença carolíngia foi um período de renascimento cultural e intelectual da literatura, das artes e dos estudos das escrituras durante o final do século VIII até o século IX, principalmente durante o reinado de Carlos Magno e Luís I, o Piedoso, que eram governantes francos. Para resolver os problemas do analfabetismo do clero e dos escribas da corte, Carlos Magno fundou escolas e atraiu a maioria dos sábios de toda a Europa para a sua corte.

### Reforma monástica

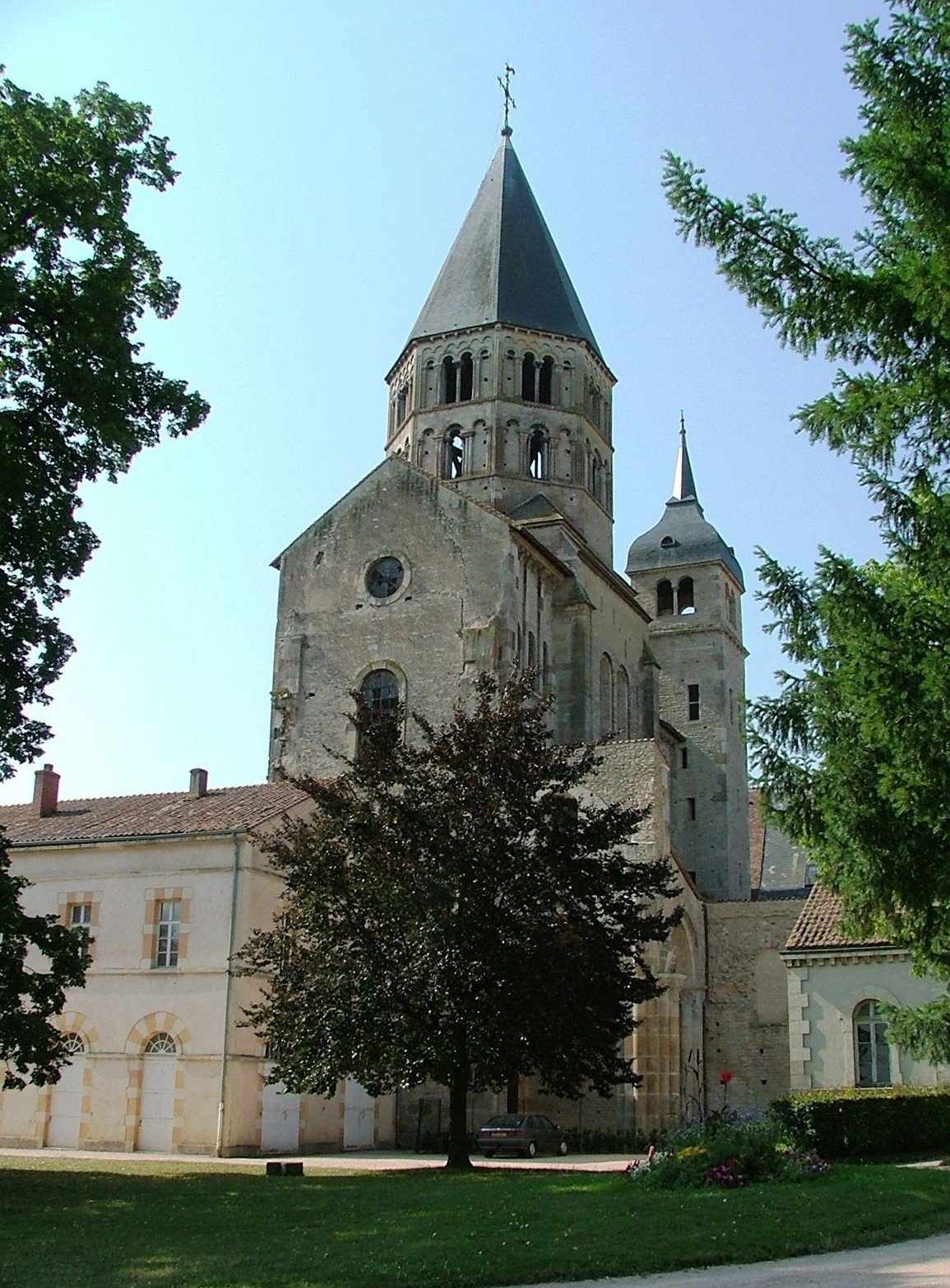
Vista da Abadia de Cluny.

#### Abadia de Cluny
A partir do século VI, a maioria dos mosteiros no Ocidente eram da Ordem Beneditina. Devido à aplicação estrita das reformar das Regra de São Bento, a Abadia de Cluny se tornou uma líder reconhecida do monaquismo ocidental a partir do final do décimo século. Cluny criou uma grande ordem onde os administradores de casas subsidiária serviam como deputados do abade de Cluny e respondiam a ele. O espírito de Cluny foi uma influência na revitalização da igreja normanda, em seu auge a partir da segunda metade do século X até o início do século XII.

#### Abadia de Cister

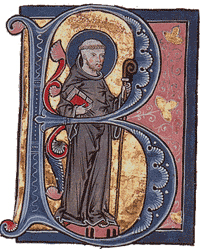
Bernardo de Claraval em um manuscrito medieval.

A segunda onda de reformas monásticas veio com o Movimento de Cister. Os primeiros cistercienses fundaram uma abadia em 1098, que ficou conhecida como Abadia de Cister. A tônica da vida cisterciense foi um retorno à observância literal das regras beneditinas, rejeitando a evolução dos beneditinos. A característica mais marcante da reforma foi o retorno ao trabalho manual, especialmente o trabalho de campo. Inspirados por Bernardo de Claraval, o principal construtor dos cistercienses, a ordem se tornou a principal força de difusão tecnológica da Europa medieval (ver: Tecnologia medieval). Até o final do século XII, as casas cistercienses chegavam a 500. No seu auge, no fim do século XV, alegou-ser ter perto de 750 casas. A maioria delas foram construídas em áreas de deserto, e desempenharam um papel importante em trazer tais peças isoladas da Europa para o cultivo econômico.

### Ordens mendicantes
Um terceiro nível da reforma monástica foi fornecida pelo estabelecimento das Ordens mendicantes. Vulgarmente conhecido como frades, mendigos vivem sob uma regra monástica tradicional com os votos de castidade, pobreza e obediência. Entretanto, eles enfatizam a pregação, a atividade missionária e a educação em um monastério isolado. A partir do século XII, a ordem franciscana foi instituída pelos seguidores de São Francisco de Assis. Posteriormente, a ordem dos dominicanos foi iniciada por São Domingos de Gusmão.